# Једино љубав
Једино љубав (тур. Kızılcık Şerbeti) турска је телевизијска серија, снимана од 2022.
У Србији је емитује Happy од 16. септембра 2024.

## Радња
Прича запањујућу драму о девојци која се страсно заљубљује у шармантног мушкарца из побожне породице чије се вредности сукобљавају са вредностима њене мајке. То ствара снажну драму током које покушавају да превазиђу своје разлике и пронађу хармонију.
Драма на фасцинантан начин приказује сукобе између конзервативног и секуларног друштва у Турској кроз судбину двоје заљубљених, чија се породична позадина разликује, и храбро обрађује тему која до сада није била истражена у турским серијама.

## Улоге
| Глумац              | Улога           |
| ------------------- | --------------- |
| Бариш Килич         | Омер Унал       |
| Еврим Аласја        | Кивилџим Арслан |
| Сила Туркоглу       | Дога Арслан     |
| Догукан Гунгор      | Фатих Унал      |
| Сибел Ташчиоглу     | Пембе Унал      |
| Сетар Танриоген     | Абдулах Унал    |
| Ахмет Мумтаз Тајлан | Абдулах Унал    |
| Мујде Узман         | Алев Арслан     |

## Епизоде
| Сезона | Сезона | Епизоде | Емитовање у Турској | Емитовање у Турској | Емитовање у Турској | Емитовање у Србији  | Емитовање у Србији | Емитовање у Србији |
| Сезона | Сезона | Епизоде | Премијера           | Финале              | Мрежа               | Премијера           | Финале             | Мрежа              |
| ------ | ------ | ------- | ------------------- | ------------------- | ------------------- | ------------------- | ------------------ | ------------------ |
|        | 1.     | 29      | 28. октобар 2022.   | 9. јун 2023.        |                     | 16. септембар 2024. | 21. децембар 2024. |                    |
|        | 2.     | 37      | 16. септембар 2023. | 7. јун 2024.        | 22. децембар 2024.  | 25. април 2025.     |                    |                    |
|        | 3.     | 37      | 13. септембар 2024. | 30. мај 2025.       | 26. април 2025.     | данас               |                    |                    |
|        | 4.     | ?       | 12. септембар 2025. | данас               |                     |                     |                    |                    |